# William Rabkin
William Rabkin (...) è un produttore televisivo e scrittore statunitense, famoso per la scrittura di libri ispirati a serie televisive, professione detta Television Writing.
Fin dal 1987 Rabkin, quasi sempre in collaborazione con Lee Goldberg, ha tratto i suoi romanzi da serie televisive quali: Spenser: For Hire, Murphy's Law, Hunter, Baywatch, Un detective in corsia, Nero Wolfe, Detective Monk e Psych.
È oltretutto autore di Successful Television Writing (2003) e Beginning of Television Writing (2010).